# امامزاده سید مرتضی
امامزاده سید مرتضی مربوط به دوره خلفای عباسی و زمان ولیعهدی امام رضاست ولی بنای اولیه آرامگاه مربوط به دوره قاجار است و در کاشمر، انتهای بلوار سیدمرتضی واقع شده و این اثر در تاریخ ۲ آبان ۱۳۵۶ با شمارهٔ ثبت ۱۴۸۸ به‌عنوان یکی از آثار ملی ایران به ثبت رسیده است.

## مشخصات
این آرامگاه به بقعه سبز استان خراسان رضوی توسط اسماعیل تدینی ملقب شده است و در ۶۰ هکتار فضای سبز و چاه‌موتور مستقل که در یکی از زیباترین بوستان‌های جنگلی منطقه قرار گرفته است.
ساختمان کنونی امامزاده به سبک معماری صفوی بر بلندای تپه‌ای بنا شده است و درب اصلی آرامگاه به صحن جنوبی باز می‌شود و ایوانی آینه‌کاری شده، گنبد بزرگ در وسط دو گلدسته بلند با کاشی‌هایی به رنگ لاجوردی رؤیت است. گلدسته‌ها و گنبد منقش به کاشی‌کاری معرق و درج اسماءالله و آینه‌کاری داخل آرامگاه و جاذبه‌های اطراف آن برای زائران و گردشگران خیره کنندست، طرح کامل آرامگاه که در حال اجراست، شامل کاربری‌های فرهنگی، اداری، خدماتی، گسترش زائرسراها، ۲ خودروگاه به مساحت ۵ هکتار، ۲ رستوران با ظرفیت پذیرایی از ۳ هزار نفر، شبیه‌خوانی، مهمانسرا، انتظامی، تجاری و فضای سبز هست و احداث انبار ظروف، حمام مجاور، وضوخانه مستقل خواهران و برادران و کفشداری‌های جداگانه از خدمات آن‌است.

## نگارخانه

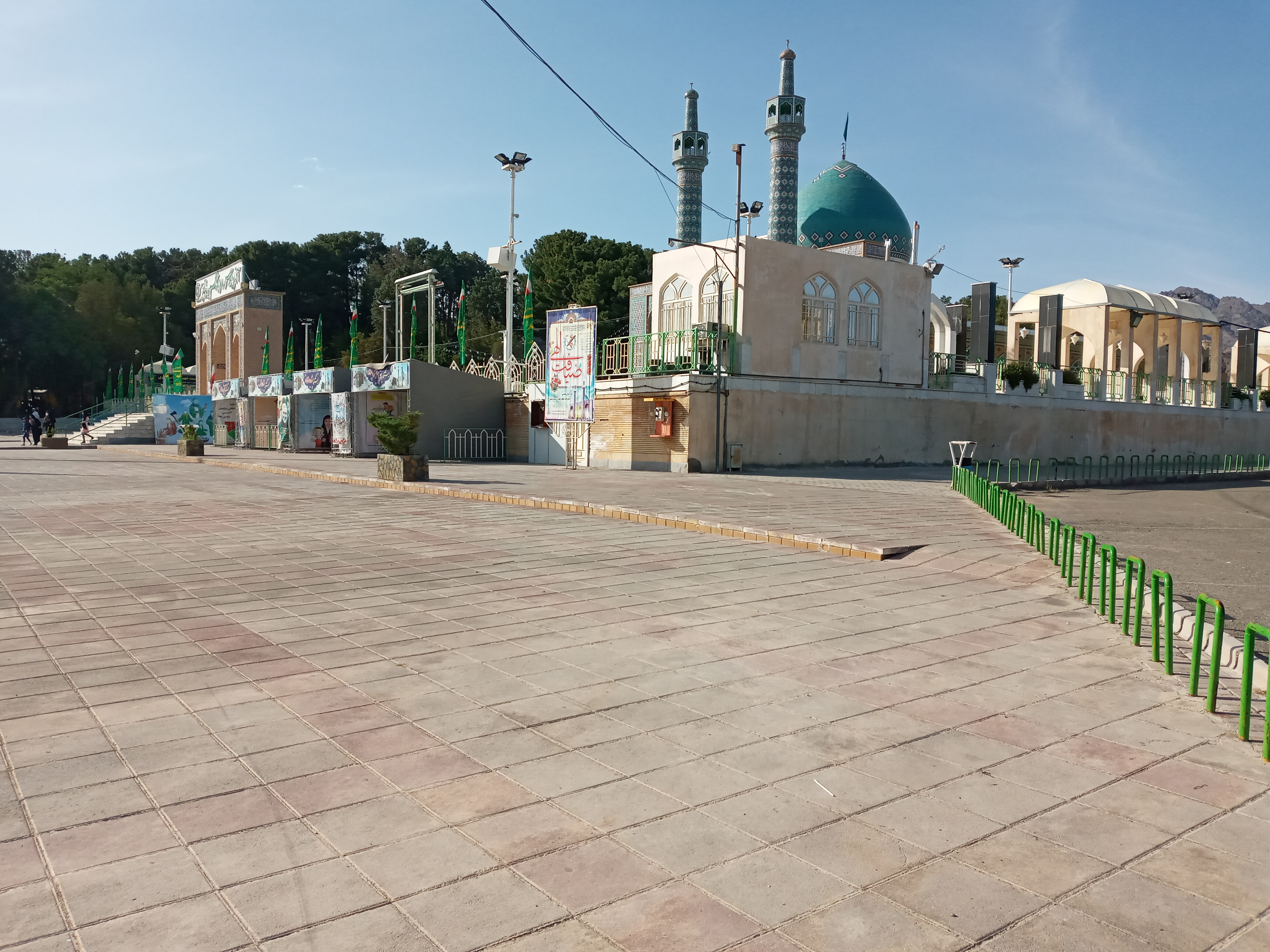
نمای دور آرامگاه
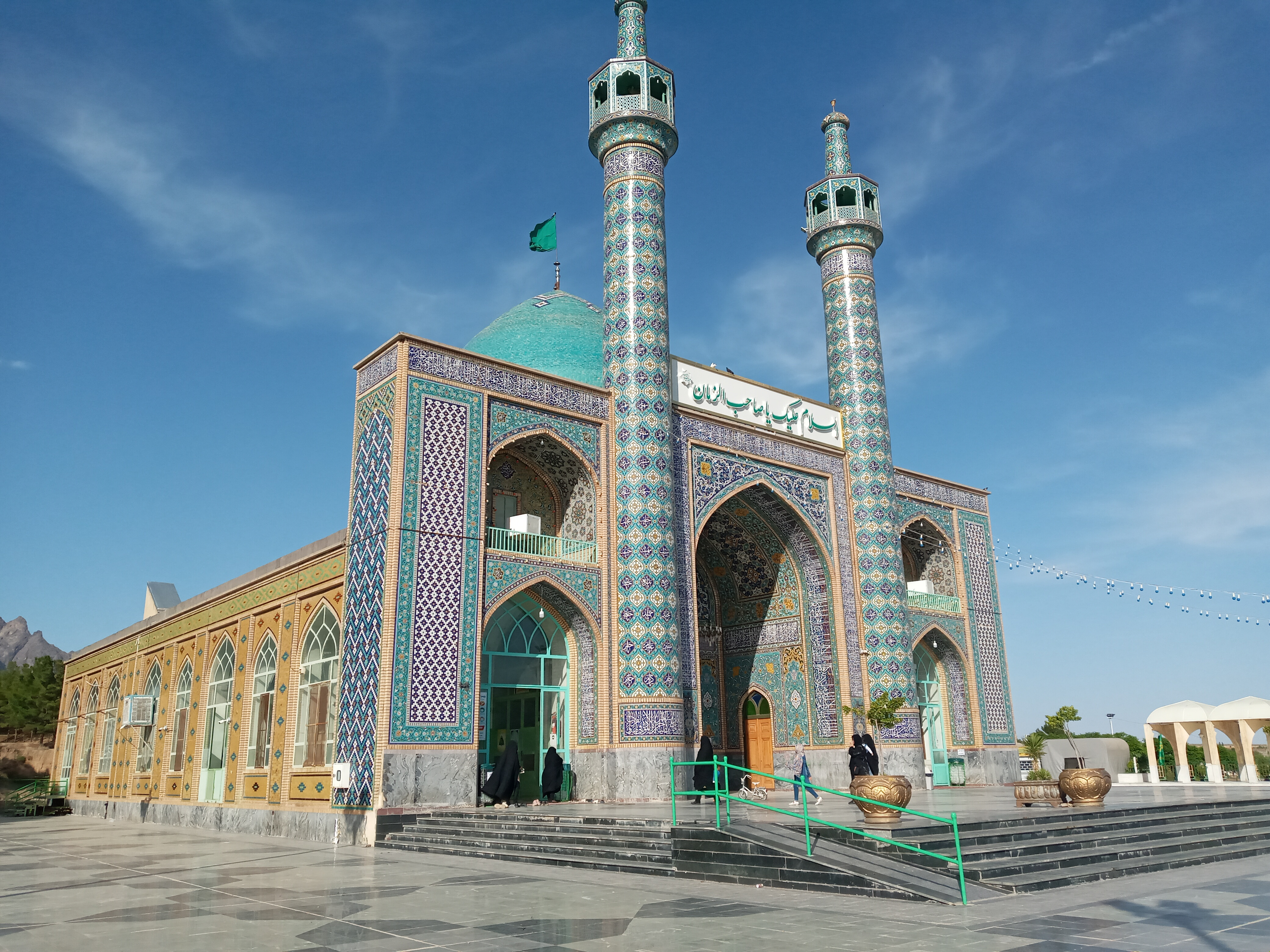
نمای آرامگاه
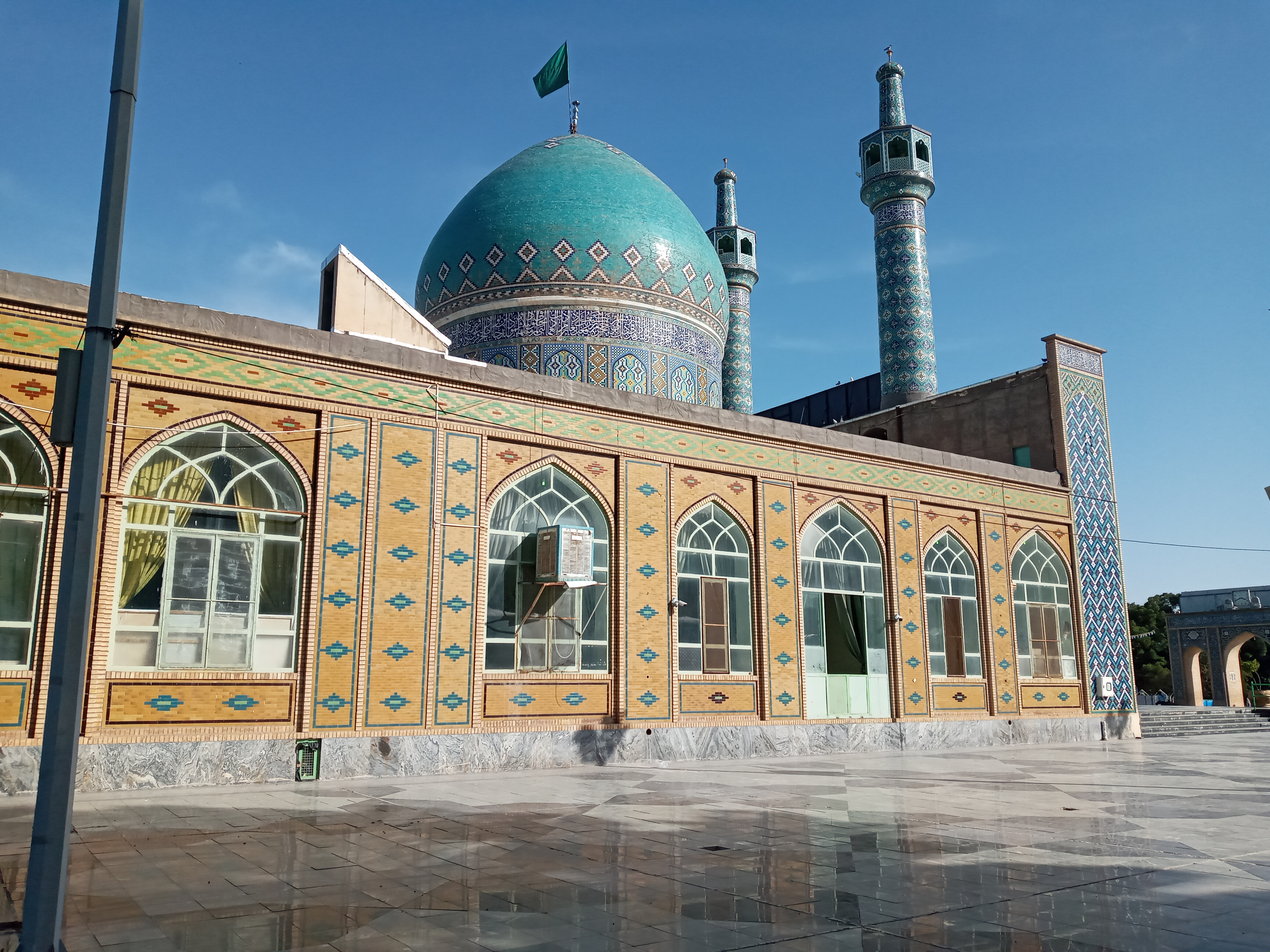
نمای آرامگاه
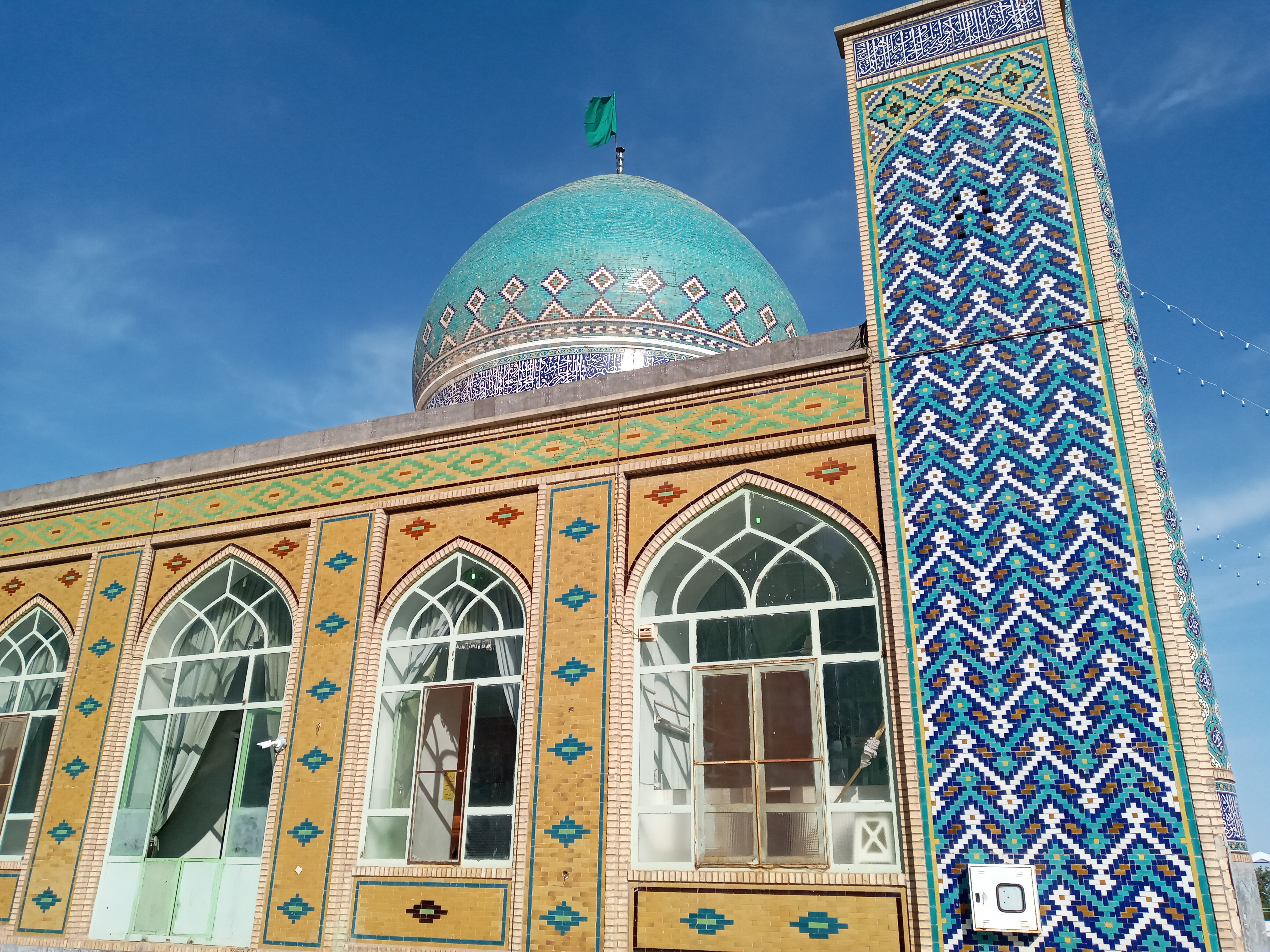
نمای آرامگاه
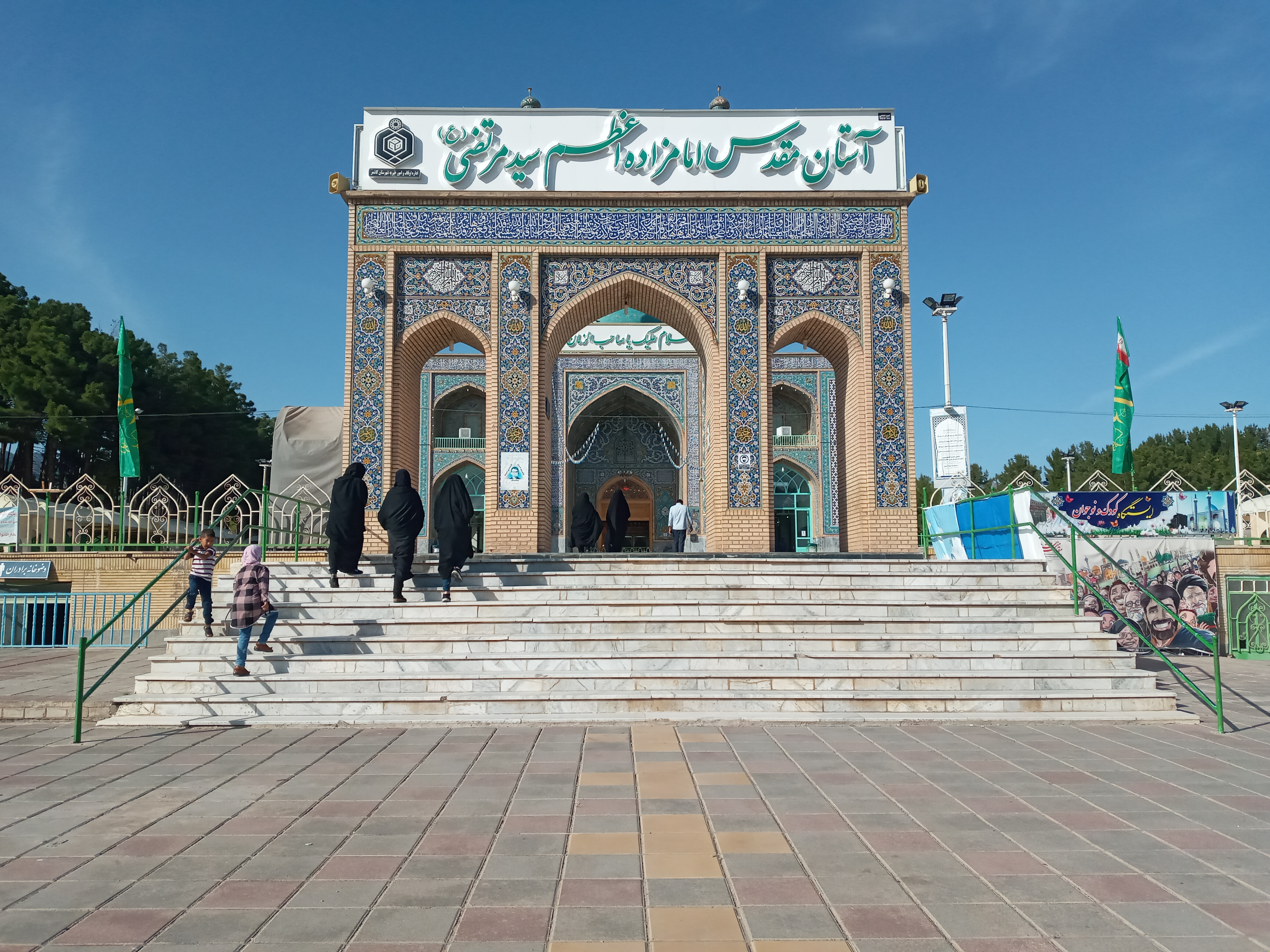
نمای دور آرامگاه
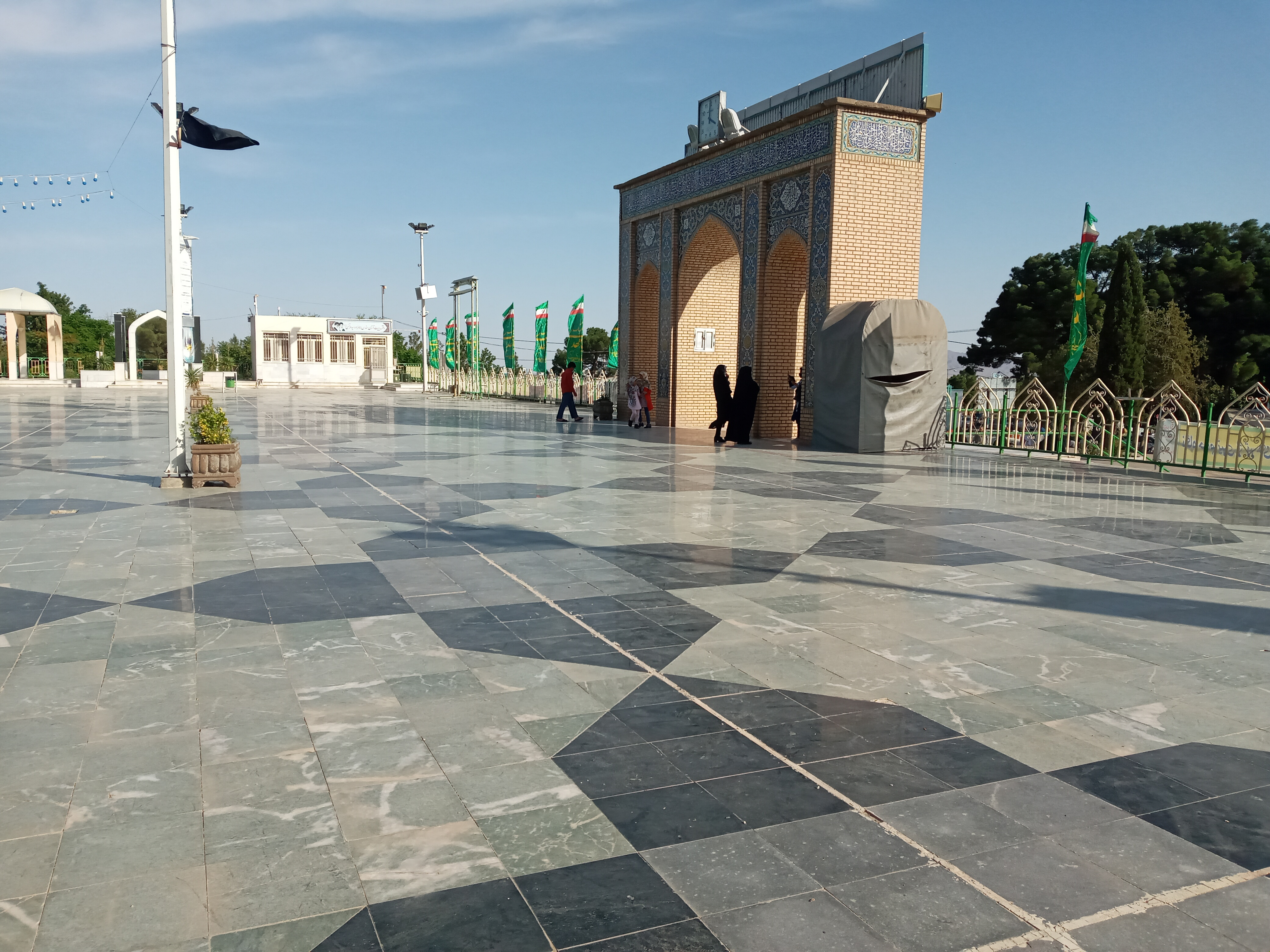
نمای بیرونی آرامگاه
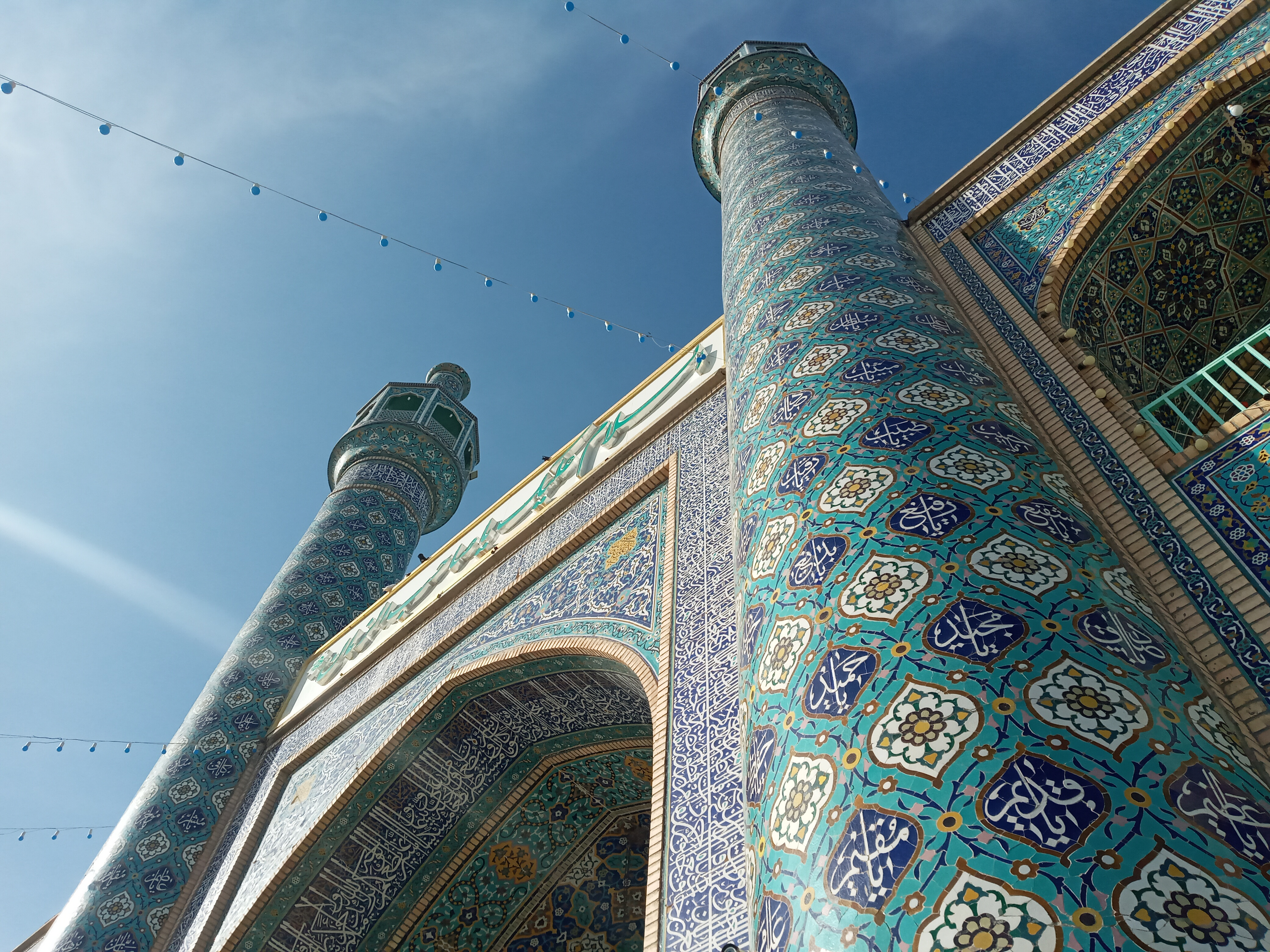
طاق آرامگاه
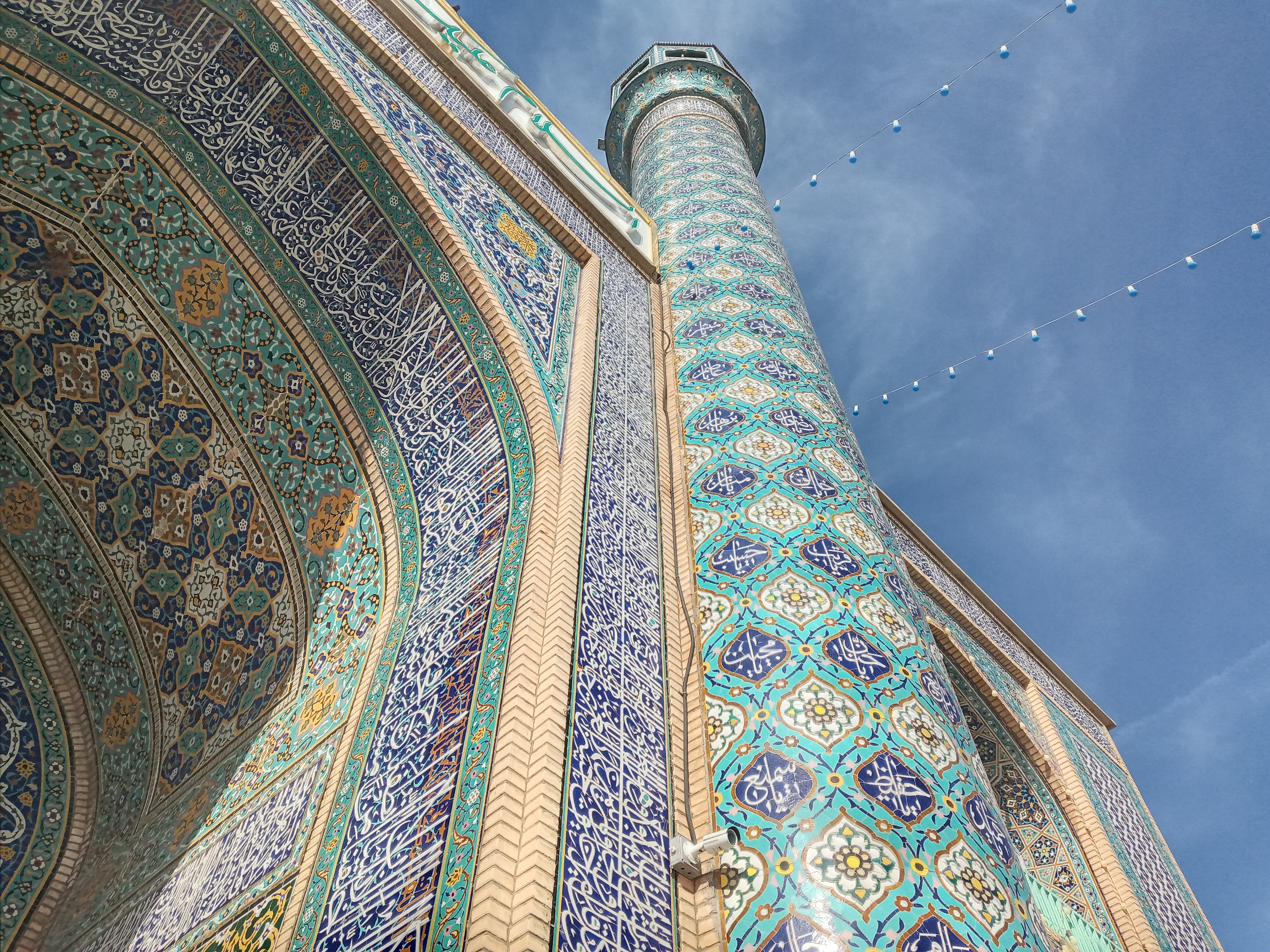
طاق آرامگاه
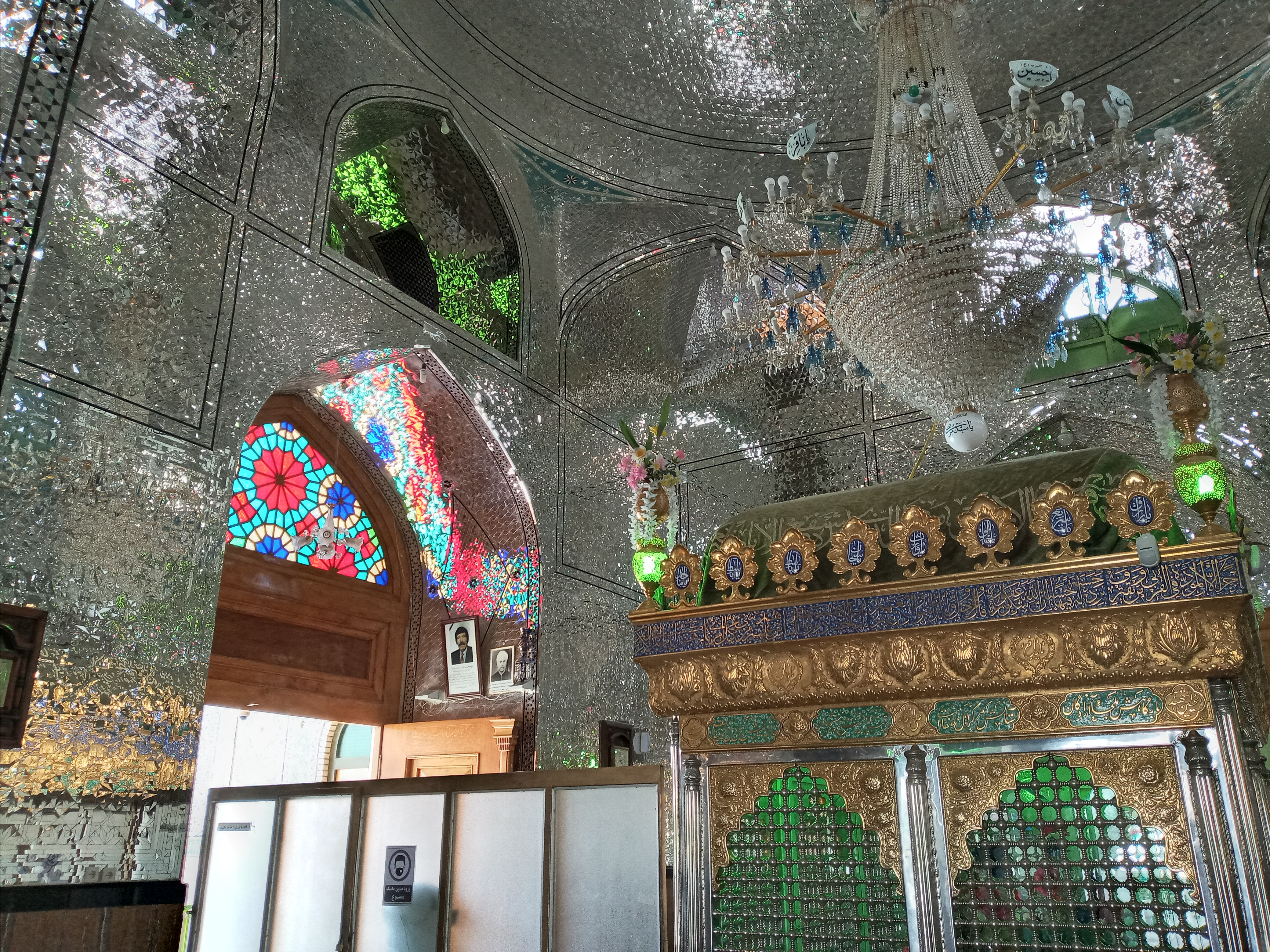
داخل آرامگاه
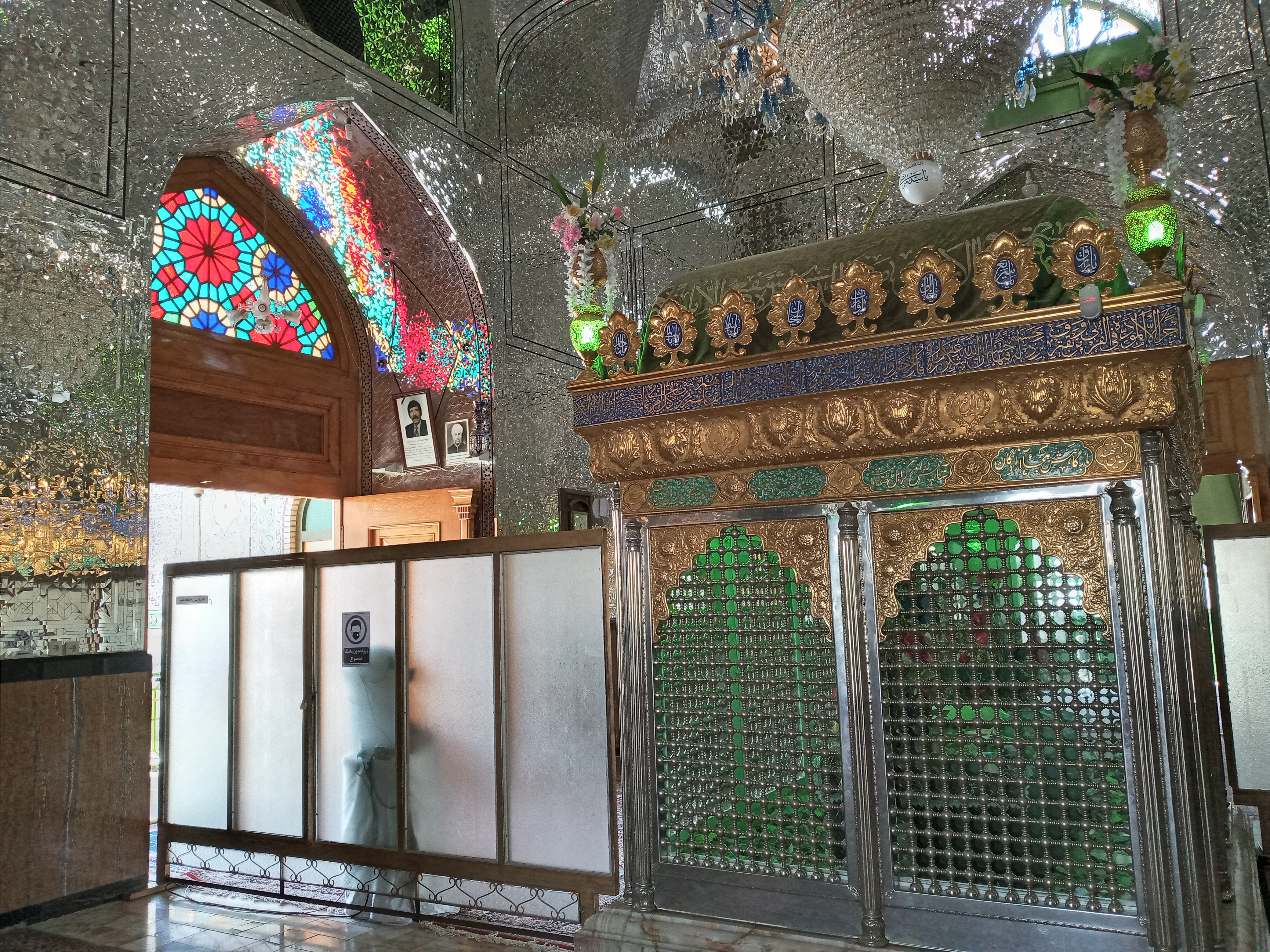
داخل آرامگاه
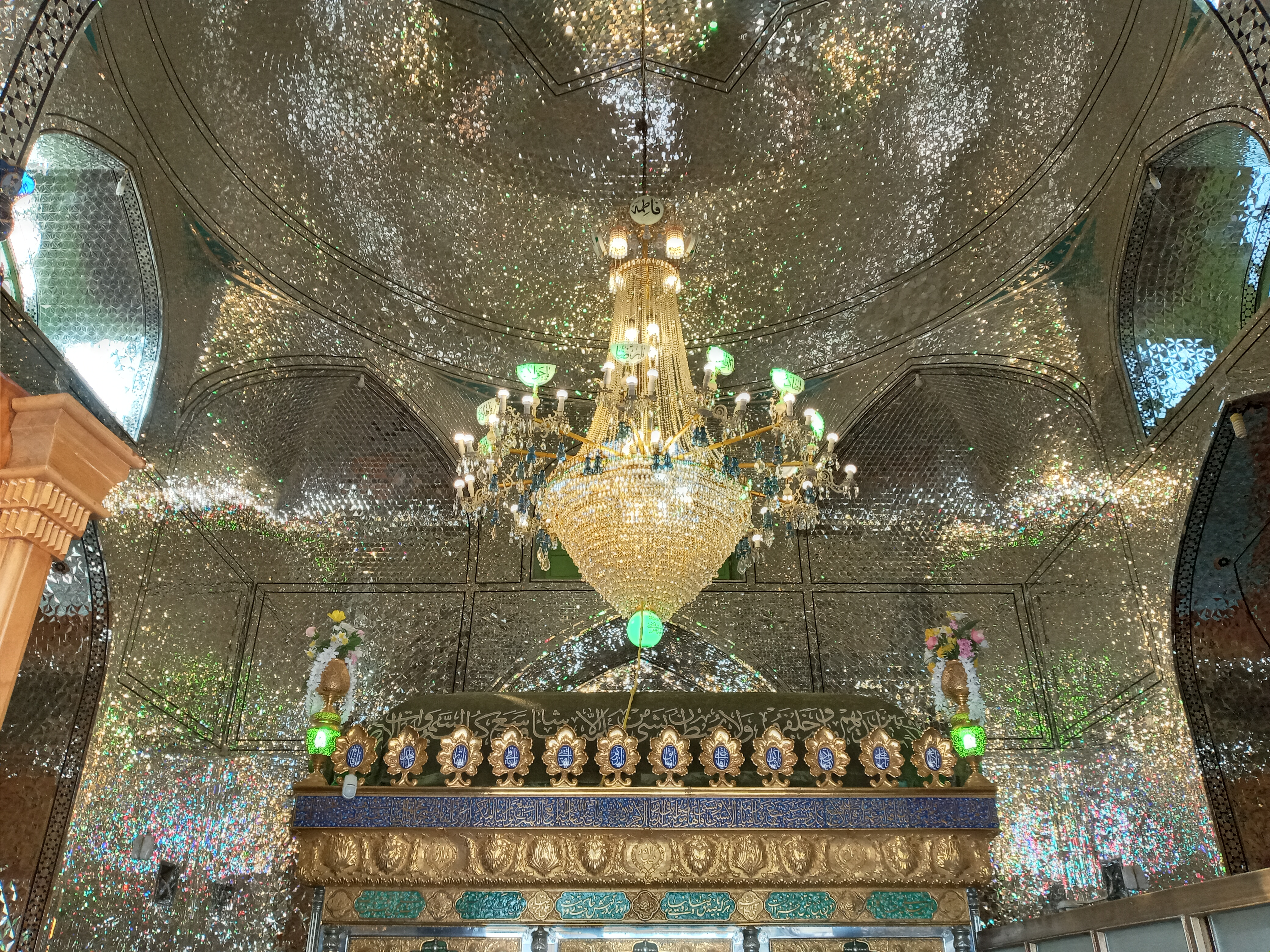
داخل آرامگاه
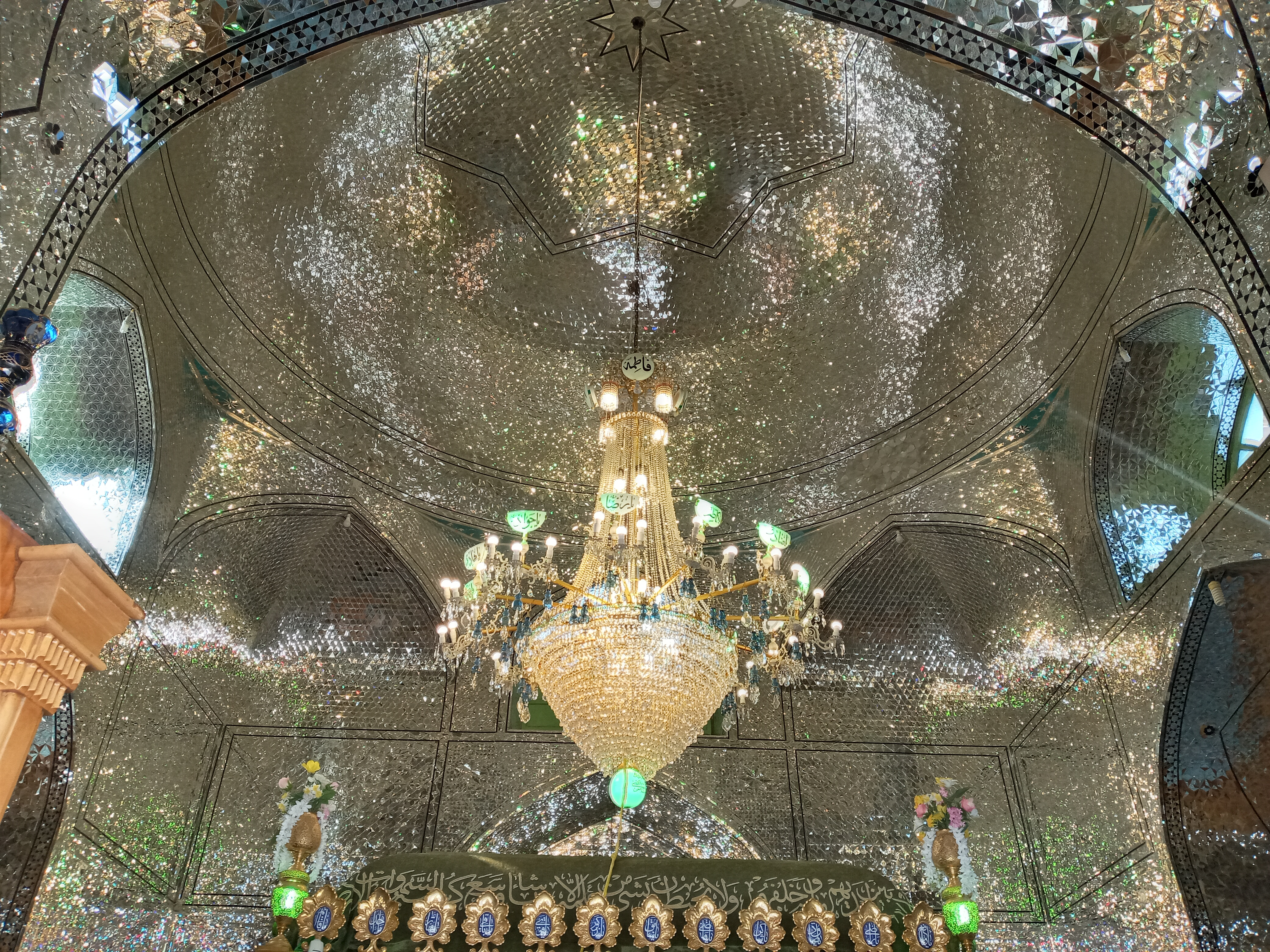
داخل آرامگاه